# Pekuwon (Juwana)
Pekuwon is een bestuurslaag in het regentschap Pati van de provincie Midden-Java, Indonesië. Pekuwon telt 2161 inwoners (volkstelling 2010).